# I Know You Got Soul (canção de Bobby Byrd)
"I Know You Got Soul" é uma canção funk gravada por Bobby Byrd com a banda de James Brown, os The J.B.'s. A gravação foi produzido por Brown e lançada como single em 1971. Alcançou o número 30 da parada Billboard R&B. É uma das produções de Brown mais sampleadas, mais notadamente na canção de 1987 I Know You Got Soul de Eric B. & Rakim.
Uma versão estendida inédita com 4:42 foi lançada na coletânea de 1988 James Brown's Funky People (Part 2)..
"I Know You Got Soul" aparece na trilha sonora do jogo Grand Theft Auto: San Andreas na estação Master Sounds 98.3.